# Богдановська сільська рада (Тоцький район)
Богда́новська сільська рада (рос. Богдановский сельский совет) — сільське поселення у складі Тоцького району Оренбурзької області Росії.
Адміністративний центр — село Богдановка.

## Населення
Населення — 599 осіб (2019; 802 в 2010, 1073 у 2002).

## Склад
До складу сільської ради входять:
| Населений пункт        | Населення, осіб (2002) | Населення, осіб (2010) |
| ---------------------- | ---------------------- | ---------------------- |
| Амерханово, село       | 209                    | 143                    |
| Богдановка, село       | 737                    | 584                    |
| Сайфутдіново, присілок | 127                    | 75                     |